# Moussa Lebkiri
Moussa Lebkiri, né en 1952 dans le village de Beni Chebana dans la région de Sétif, en Algérie, est un conteur, humoriste, écrivain et metteur en scène franco-algérien. Saltimbanque, il sillonne la France, l'étranger, et participe à plusieurs festivals, dont celui d'Avignon où il est l'une des figures marquantes du off.
Moussa Lebkiri commence sa carrière en tant que marionnettiste. Il fonde la compagnie de théâtre Nedjma en 1976, qui contribue entre autres à faire découvrir des auteurs méditerranéens. Ses spectacles, ainsi que ses livres dont ils sont tirés pour la plupart, lui rapportent plusieurs prix.
Moussa Lebkiri Depuis 2011 propose un Café Bavard une scène ouverte-découverte de rencontres inattendues d'artistes musiciens, humoristes, conteurs, comédiens, clows, slameurs, poètes, danseurs, diseurs de tout et même de rien…autour d’un verre dans un esprit de convivialité où se côtoient artistes professionnels et amateurs.

## Œuvres

### Pièces de théâtre, spectacles
- Maghrébien que mal, le Cyrano de Berbėrac 2014
- Au bout du conte... Elle danse, 2001
- Et moi je suis resté comme  une  chaise, 1984
- Hadjila vedette familiale, 2002
- Kif-kif piment comme il respire, 1999[1]
- La belle histoire du beau prince tout moche, 1997
- Le Jardin des roses et des soupirs, 1998
- Le prince Trouduc' en panache, 1993
- Les Mahbouleries, 1996[2]
- Une étoile dans l'œil de mon frère, 1998
- Avec toute l'expression de ma kabylie distinguée, 2007
- Y a bon la France, 2009
- Il parlait à son balai, 1993
- Une enquête au pays, 1989
- Le voleur d'autobus, 1985
- Le cirque d'Amar, 1985
- L'escargot entête, 1992
- Barka, 1976
- Amachaou ou il était une fois mon bled, (marionnettes) 1992

### Livres
Publiés aux éditions l'Harmattan :
- Il parlait à son balai
- Le jardin des roses et des soupirs
- Le Voleur du roi
- Règlement de conte
- Seulitude
- Une étoile dans l'œil de mon frère
- Les Mahbouleries
- La belle histoire du beau prince tout moche
- Prince Trouduc en Panache

Publiés aux éditions Lierre et Coudrier
- Bouz'louf Tête de mouton

CD édité chez Enfance et Musique
- La belle histoire du beau prince tout moche en 1997